# Junius Brutus Booth
Junius Brutus Booth (Londra, 1º maggio 1796 – Louisville, 30 novembre 1852) è stato un attore teatrale inglese, fu padre dell'attore teatrale John Wilkes Booth, assassino del presidente degli Stati Uniti Abramo Lincoln; anche gli altri suoi figli Edwin Booth, Junius Brutus Booth Jr. e Asia Booth Clarke, seguirono tutti le orme paterne come attori di teatro. Il suo nome venne scelto in onore di Marco Giunio Bruto, uno dei protagonisti della tragedia shakesperiana Giulio Cesare.

## Biografia

### Infanzia ed educazione
Nato nel quartiere londinese di St. Pancras, era figlio di Richard Booth, avvocato e fervido sostenitore della causa americana (per la quale durante la Guerra d'Indipendenza aveva combattuto al fianco degli americani insieme al cugino John Brevitt), e di Jane Elizabeth Game. Sua nonna materna, Elizabeth Wilkes, era imparentata con il politico radicale inglese John Wilkes. Sin da giovane il padre cercò di avviarlo ad una lunga sequela di professioni, ma senza successo.
Nell'agosto del 1814, mentre era in viaggio per raggiungere la casa materna a Bruxelles, incontrò Marie Christine Adelaide Delannoy, che lo seguì a Londra e che sposò dopo aver compiuto il suo diciannovesimo compleanno il 17 maggio 1815. La loro prima figlia, Amelia, nata il 5 ottobre di quello stesso anno, morì in fasce.

### La carriera teatrale
Sin dall'adolescenza Junius Brutus aveva manifestato una forte attrazione per il teatro, che venne ulteriormente alimentata dopo aver assistito ad una messa in scena dell'Otello di William Shakespeare alla Royal Opera House. Il suo esordio come attore teatrale avvenne il 13 dicembre 1813 con la compagnia Jonas-Penley presso Deptford, nel ruolo di Campillo nell'opera The Honey Moon del drammaturgo inglese John Tobin. Dopo aver recitato in diversi piccoli teatri sparsi in tutto il territorio inglese, nel 1814 si unì alla compagnia Jonas-Penley diretta per un tour nei Paesi Bassi, dove ottenne un discreto successo e da dove fece ritorno un anno dopo per fare il suo debutto londinese.

Booth entrò come attore regolare al Covent Garden Theatre, senza ottenere particolari riconoscimenti, fino a quando ricevette il giusto riconoscimento per il suo talento grazie al suo ruolo di Riccardo III rappresentato il 12 febbraio 1817 al Covent Garden Theatre. I critici teatrali lo compararono con favore al talento dell'altro grande attore dell'epoca, Edmund Kean. Si formarono veri e propri schieramenti pro e contro Booth e Kean, che si insultavano e scontravano a vicenda quando i due attori recitavano nella stessa rappresentazione. Ciò non impedì loro di continuare a recitare insieme sul palcoscenico, cosa che infatti avvenne in diverse rappresentazioni shakespeariane tra il 1817 ed il 1821 sulle scene del Theatre Royal Drury Lane.
Nel 1819 nacque un secondo figlio, Richard Junius Booth, ma, nonostante questo evento che avrebbe dovuto rinforzare il suo legame con la moglie Adelaide, Booth si innamorò di una fioraia del Covent Garden, Mary Ann Holmes, con la quale decise di partire per gli Stati Uniti dove cominciare una nuova vita nel 1821.

### L'esperienza statunitense
Booth e Mary Ann Holmes giunsero negli Stati Uniti, stabilendosi a Norfolk, Virginia, il 30 giugno 1821. L'attore inglese fece il suo debutto sui palcoscenici americani a Richmond, ancora una volta nel ruolo di Riccardo III appena una settimana dopo il suo arrivo. Ad ottobre di quello stesso anno esordì sulla scena newyorchese ottenendo un grande successo, sia da parte della critica che del pubblico. Al successo newyorchese seguì una tournée verso sud, toccando Baltimora, Norfolk, Charleston, New Orleans e Savannah, ricevendo ovazioni ovunque andasse. In dicembre nacque il primo figlio dalla nuova compagna, Junius Brutus Booth Jr., e la coppia si mise alla ricerca di una sede stabile per il loro nuovo nucleo familiare, trovando una dimora presso la Contea di Harford, nel Maryland, acquistando un appezzamento di terreno dove fecero costruire una Blockhaus. L'anno successivo furono raggiunti in America dal padre di Junius Brutus, Richard, il quale desiderava trascorrere il resto della propria esistenza in territorio americano e che, insieme alla nuora Mary Ann, soprintendeva la fattoria dove lavoravano operai di colore liberi, dal momento che l'intero nucleo familiare avversava la pratica dello schiavismo, mentre Junius Brutus continuava con le sue recite in tutto il territorio statunitense.

Fu in questo periodo che Booth iniziò a mostrare i segni dell'alcoolismo e di gravi problemi di salute mentale, che lo conducevano spesso ad essere una minaccia per i suoi stessi colleghi di palcoscenico. A seguito di tali difficoltà la famiglia Booth si trasferì nel 1825 nuovamente a Londra, dove Junius Brutus aveva ottenuto un importante ingaggio. Appena giunto in madrepatria l'attore fu travolto dallo scandalo montato dai giornali londinesi che lo accusarono di aver abbandonato la moglie Adelaide Delannoy ed il loro figlio, Junius Brutus Jr; pur negando tali accuse Booth evitò di tornare a recitare nei teatri londinesi preferendo quelli della provincia, ma ciò non fu sufficiente e venne costretto a fare ritorno in America nel 1829, stabilendosi a Boston.
Al suo ritorno in America, tuttavia, corrispose il riemergere dei suoi problemi mentali che divennero di dominio pubblico quando si manifestarono mentre stava recitando sul palco; Booth fu costretto a fuggire per non essere internato, e si trasferì prima a Providence, dove le sue condizioni mentali migliorarono. Tuttavia il suo profondo stato depressivo peggiorò a causa della morte del figlio Henry Byron Booth nel 1836, mentre si trovava in Inghilterra per una serie di rappresentazioni al Drury Lane. Tornato in America il 4 luglio 1837 venne ingaggiato dall'Olympic Theatre di New York e l'anno successivo, mentre era in battello per tour nel profondo sud statunitense, tentò il suicidio gettandosi in acqua, ma venne salvato. Nel 1838 si verificarono due eventi importanti: la nascita del figlio John Wilkes Booth e l'incidente dell'aggressione al suo caro amico e collega Thomas Flynn, a seguito del riemergere dei suoi problemi legati al suo imperversante stato depressivo.

Nel 1843 il figlio Richard Booth raggiunse suo padre in America, ma non seppe mai nulla della sua famiglia americana se non nel 1846. Appena avuta notizia del fatto che suo padre avesse formato un nuovo nucleo familiare, ne diede notizia alla madre che in ottobre di quello stesso anno giunse in America per affrontare suo marito, dal quale ottenne il divorzio solamente due anni dopo. Nel 1851 Junius Brutus e Mary Ann, che avevano già avuto dieci figli, convolarono a nozze.

Nel 1852 Junius Brutus Booth Jr. invitò suo padre ed il fratello Edwin ad una tournée in California per degli ingaggi ottenuti a San Francisco e Sacramento. Di ritorno da questi ingaggi, Junius Brutus Booth si fermò a New Orleans per un ingaggio di una settimana, e morì a bordo della nave a vapore J. S. Chenoweth.